# Єріда
Єріда (івр. ירידה — «спуск») — процес еміграції євреїв з Ізраїлю, а до 1948 року — з Ерец-Ісраель. Протилежний процес називається Алія.
Переважно спрямовується в США і Канаду. Має місце також Єріда репатріантів з колишнього СРСР-СНД в країни СНД.
У 1980-ті роки з Ізраїлю щорічно емігрувало близько 30 тис. осіб, всього з моменту створення держави до 1996 року емігрувало близько 400 тис. ізраїльтян.
Серед причин еміграції часто називають економічні труднощі, бажання жити в більш багатій державі (наприклад, США, Австралія/Нова Зеландія і Канада), розчарування в діяльності уряду.